# Roman Petrovitch de Russie
Roman Petrovitch de Russie ou Roman Petrovitch Romanov (en russe : Роман Петровичest Романов), est un prince de Russie né le 17 octobre 1896 à Peterhof et mort le 23 octobre 1978 à Rome. Il fut membre de la Maison de Holstein-Gottorp-Romanov.

## Famille
Fils du Grand-duc Pierre Nikolaïevitch de Russie et de Militza de Monténégro.

### Mariage et descendance
Le 16 novembre 1921 au Cap d'Antibes, Roman Petrovitch de Russie épousa la comtesse Prascovia Dmitrievna Cheremetieva (1901-1980), fille du comte Dmitri Sergueïevitch Cheremetiev et de la comtesse Irina Illarionovna Vorontsova-Dachkov) et petite-fille de l'historien, le comte Sergueï Dmitrievitch Cheremetiev (1844-1918).
Deux enfants sont nés de cette union :
- Nicolas Romanovitch (1922-2014)

- Dimitri Romanovitch de Russie (1926 - 2016)

## Biographie
En 1916, après avoir étudié à l'Académie d'ingénieurs de Kiev, le prince Roman Petrovitch de Russie servit dans un régiment caucasien du génie sur le front turc. Sous-lieutenant, il participa au siège de Trabzon.
Après l'abdication de Nicolas II de Russie en mars 1917, le prince résida avec son père en Crimée à Dulber, en avril 1919 il quitta la Russie à bord du cuirassé britannique le HMS Marlborough. Son épouse, la comtesse Prascovia Dimietrievna Cheremetieva quitta la Russie en avril 1919 à bord du destroyer de la marine royale anglaise le HMS Speedy. Elle décède en Italie en 1980.
En 1941, Roman Petrovitch de Russie se vit offrir la couronne de l'État fantoche du Monténégro, mais le prince déclina cette offre.
Le prince Roman Petrovitch de Russie refusa de reconnaître le grand-duc Kirill Vladimirovitch de Russie comme chef de la Maison Impériale de Russie, en 1969, il prit officiellement position contre ses décisions.
En raison de cette controverse, le prince Roman Petrovitch de Russie ne demanda aucune permission pour épouser la princesse Prascovia Dmitrievna Cheremetieva, en retour cette union ne fut pas reconnue par le grand-duc Kirill Vladimirovitch de Russie et ses deux fils furent déclarés illégitimes.

## Décès et inhumation
Le prince Roman Petrovitch de Russie décéda le 23 octobre 1978 à Rome, il fut inhumé au cimetière de Monté Testaccio à Rome.

## Généalogie
Roman Petrovitch de Russie appartient à la troisième branche issue de la première lignée de la Maison d'Oldenbourg-Russie (Maison de Holstein-Gottorp-Romanov), elle-même issue de la première branche de la Maison de Holstein-Gottorp. Ces trois branches sont toutes trois issues de la première branche de la Maison d'Oldenbourg. Il a pour ascendant direct Nicolas Ier de Russie. Il appartint à la branche agnate de Nikolaïevitch.